# Fuencemillán
Fuencemillán – gmina w Hiszpanii, w prowincji Guadalajara, w Kastylii-La Mancha, o powierzchni 7,25 km². W 2011 roku gmina liczyła 136 mieszkańców.